# أراميل
أراميل (بالروسية: Арамиль) هي إحدى مدن روسيا في الكيان الفدرالي الروسي سفيردلوفسك أوبلاست.